# شیراتوری کوراکیچی
شیراتوری کوراکیچی (انگلیسی: Shiratori Kurakichi; ۱ مارس ۱۸۶۵ – ۳۰ مارس ۱۹۴۲) چین‌شناس، و مورخ اهل ژاپن بود. که از پیشگامان رشته «تاریخ مشرق زمین» بود.

## زندگی‌نامه
شیراتوری از دانشگاه امپراتوری توکیو فارغ‌التحصیل شد و در سال ۱۸۹۰ به کارکنان دانشگاه گاکوشوئین پیوست. او بعداً به دانشگاه امپراتوری توکیو بازگشت و در آنجا استاد شد. کورکیچی، زمانی، زیر نظر لودویگ ریس که خود شاگرد سابق لئوپولد فون رانکه بود، درس خوانده بود.

## نوشته ها

### تاریخ ژاپن
در آغاز سال 1910، کورکیچی یکی از چندین مورخ بود که استدلال کرد که ارزش قبلی که قبلاً برای رهبران دولتی و نظامی زن در تاریخ ژاپن قائل شده بود، باید کاهش یابد، زیرا همه آنها، مانند هیمیکو و امپراتورهای ژاپنی باستان، در برآورد کورکیچی صرفاً رهبران مذهبی بودند که به انجام مناسک می پرداختند و نه رهبرانی با قدرت اداری واقعی.

### تاریخ شرق آسیا
کورکیچی علاوه بر تاریخ داخلی ژاپن، با تمرکز بر تاریخ منحصر به فرد آسیای شرقی و جایگاه ژاپن در آن، به عنوان پیشگام مطالعات «تاریخ شرقی» (東洋史 Tōyōshi) در ژاپن نیز شناخته شده است. کورکیچی و مورخان همفکر خود می‌توانند «زمینه‌ای ایجاد کنند که امکان ادعای هویتی متمایز و برابر با غرب را در آن واحد فراهم کند».